# Christophe Madrolle (personnalité politique)
Pour les articles homonymes, voir Christophe Madrolle et Madrolle.
Christophe Madrolle, né à Marseille le 19 novembre 1965, est un homme politique français.
À partir de 1999, il s'engage en politique lors des élections européennes, où il devient le directeur de campagne de Daniel Cohn-Bendit. Il est depuis 2021 conseiller régional et président de la commission "Biodiversité, mer et littoral, Parcs Naturels Régionaux et Risques".
Après avoir été secrétaire général adjoint du MoDem, il fonde, avec Jean-Luc Bennahmias, l'UDE, dont il est exclu en 2019 après avoir annoncé son soutien à la liste Renew Europe. Il fonde ensuite l'UCE dont il est le président de 2021 à 2023.

## Carrière professionnelle
Christophe Madrolle travaille d'abord comme éducateur spécialisé à Marseille, jusqu'en 1998 , avant de s'engager en politique. Il sera notamment nommé conseiller auprès du ministre chargé de la Mer d'octobre 2019 à juin 2021.

## Parcours politique

### Secrétaire général de l'Union des démocrates et des écologistes
Christophe Madrolle participe à la fondation, en septembre 2015, de l'Union des démocrates et des écologistes, dont il deviendra le secrétaire général.
En mars 2019, l'UDE se divise sur la stratégie à adopter pour les élections européennes, entre les partisans d'un rapprochement avec La République en marche (Christophe Madrolle) et ceux favorables à un rassemblement avec la gauche et avec le Parti socialiste, Place publique, Cap21 et le Mouvement des progressistes (Jean-Luc Bennahmias). Chaque camp accuse l'autre d'escroquerie et des plaintes pénales sont déposées. Christophe Madrolle se revendiquera ensuite président "par intérim", à la suite de la démission du président du parti Jean-Vincent Placé, ce qu'une partie de l'équipe nationale contestera.
En juin 2019, Christophe Madrolle, avec plusieurs autres membres de l'UDE, signe une tribune pour demander un « acte II » du quinquennat, davantage écologique et social. 

### Président de l'Union des centristes et des écologistes
Christophe Madrolle fonde, en mars 2021, l'Union des centristes et des écologistes. Le parti est d'abord "clairement au sein de la majorité présidentielle" et en soutien au président Emmanuel Macron. Lors des élections législatives de 2022, l'UCE, avec l'Alliance centriste, présentera 82 candidats sous l'étiquette "Les écologistes avec la majorité présidentielle".
En 2022, Christophe Madrolle est la 8e personnalité politique avec le plus d'interventions télévisées.
Christophe Madrolle est écarté en 2023 de la présidence du parti par son secrétaire général Antonin Duarte. Celui-ci, affirmant que Madrolle était à court de cotisation, organise une nouvelle élection et est élu président en septembre 2023, avant d'officialiser le changement en octobre.
En 2023, il crée un think tank "Écologie des solutions" avec le président du groupe des Verts à la mairie de Marseille Fabien Perez.

### Candidatures électorales
En 2015, Christophe Madrolle est choisi par Christophe Castaner, alors tête de liste régionale pour le Parti socialiste, comme tête de liste pour le département des Bouches-du-Rhône lors des Élections régionales de 2015 en Provence-Alpes-Côte d'Azur.
En 2017, il se présente aux élections législatives, sous l'étiquette Union des démocrates et des écologistes, dans la 5e circonscription des Bouches-du-Rhône et arrive en 6e position avec 2,69% des voix.
Lors des élections municipales de 2020 à Marseille, Christophe Madrolle qui  souhaitait se présenter comme candidat de l'Union des démocrates et des écologistes, ralliera finalement le candidat de La République en marche, Yvon Berland.
Lors des élections régionales de 2021, Christophe Madrolle est élu sur la liste d'union LREM-LR-UDI-MoDem-LC-LFA-SL-Agir-LMR-UCE conduite par Renaud Muselier.